# Code Geass 奪回的Rozé
《Code Geass 奪回的Rozé》是一部由日昇制作的日本科幻机器人动画 。

## 概述
本作故事发生在虚构的光和七年，即同世界观作品Code Geass 复活的鲁路修五年后。KMF的战斗场景采用3DCG表现，並集中描述地面战 。
全12集于2024年5月10日起分成四部分在影院上映，并于2024年6月21日起在Disney+的Star頻道独家发行。
本作於2020年12月5日的发行活动中作为Code Geass Next 10years Project的一部分被宣布。原标题为《Code Geass 夺回的Z》，但由于2022年俄罗斯入侵乌克兰，世界局势发生变化，“ Z ”一词象征支持俄罗斯军事行動，故于2023年12月18日更改标题。
这是2023年去世的木村貴宏的最后一部作品。

## 故事簡介
原超级大国神圣不列颠帝国成为共和国并加入超合眾国，给世界带来了和平。然而到了光和3年，以前第5位圓桌騎士諾曼德為首的舊貴族势力佔领了日本的北海道地区，並建立了“新不列颠帝国”。而且，透过部署被称为“狐之壁”的能量屏障来阻碍KMF的行动，即使是黑色骑士团也无法接近北海道。
光和七年，北海道前领主皇重護的女儿皇朔夜如今已成俘虜，受压迫的日本人组成抵抗团体，继续抵抗新不列颠尼亚。此時一對不列顛尼亞兄弟蘿傑和阿修到達北海道。他们扮演“無名傭兵”，在接到抵抗组织“七煌星團”的请求后，决定对抗新不列颠帝國。

## 登场角色

### 主要人物
皇朔夜（聲：上田麗奈（日本））
- 年齡：16歲
- 性別：女性
- 人種：不列顛尼亞人與日本人的混血兒
- 生日：皇曆2009年2月22日/皇曆2009年4月1日（樹莓名義）
- 星座：雙魚座/白羊座（樹莓名義）
- 血型：A型
- 別名：朔夜·Me·不列顛尼亞、朔夜·皇·Me·不列顛尼亞、蘿傑、樹莓
- 駕駛機體：UZZ-001M Zi-阿緹蜜絲

北海道前领主皇重護和雪莉·Me·不列顛尼亞（查爾斯的長女兼第一個孩子，已放棄皇位繼承權）的獨生女，也是已故不列顛尼亞帝國第98代皇帝查爾斯·Di·不列顛尼亞第一位也是目前唯一一位的孫輩成員，眾皇子公主的外甥女。在京都六家的血緣上，是皇神樂耶的堂妹和朱雀的表妹。
透過項鍊形狀的裝置將自己的外表和聲音偽裝成「蘿傑」去對抗新不列颠尼亚帝國。4年前和好友春柳宮櫻逃亡時與對方失散，其後遇上舅父L.L.（魯路修）並得到“令人絕對服從之力”的Geass，希望透過此力量拯救成為俘虜的櫻。
在母親的舊下屬娜塔莉亞的提議下以樹莓（Raspberry）的名義在女僕咖啡店「Shumari」兼職。除了父母的舊下屬和專屬女僕之外，也以真實身份求得擔任黑色騎士團總司令的姨姨柯內莉亞的協助及提供裝備。
在阻止了新不列顛尼亞帝國毀滅札幌的計劃後，以「樹莓」的身份為「Shumari」外出跑腿時偶而遇上了阿修，並把內藏竊聽器的襟章贈予阿修，後從阿修與娜拉的對話中得知阿修並非自己的殺父仇人。為了查明事實特意前往孤兒院「薰衣草之家」，並從修女口中得知事情的真相。在回程時，由於在油站使用了GEASS露出馬腳而被克里斯托夫的部隊生擒。之後被克里斯托夫以日本人的俘虜作為要挾幫助諾蘭德研究GEASS。後被闖入研究所的阿修救出。
在戰後恢復身份，成為北海道自治區領導人，並透過鏡子封印自己的Geass和聲音，之後以手語和人溝通，並由成為其秘書的小櫻替她翻譯。同時收養阿修生前收留的貓狗。
蘿傑（聲：天崎滉平（日本））
皇朔夜對外的假身份。不列顛傭兵兄弟“無名傭兵”的弟弟。為人開朗、個性聰明，負責與客戶談判和收集資訊，還具有駕駛KMF戰鬥的能力，愛機是Zi-Artemis。
阿修（聲：古川慎（日本））
- 年齡：19歲（KIA）
- 性別：男性
- 人種：不列顛尼亞人
- 生日：皇曆2006年7月29日
- 星座：獅子座
- 血型：B型
- 駕駛機體：UZZ-001S Zi-阿波羅

不列顛傭兵兄弟“無名傭兵”的哥哥。 擁有著出色的運動能力和極好的KMF駕駛技術，一直遵循蘿傑制定的計劃而贏得了許多勝利。愛機是Zi-Apollo。喜歡動物，收養了許多流浪貓狗。
原名為「阿修·芬尼克斯（Ash Phoenix）」，是一名透過暗殺和偷襲來建功的不列顛軍人，曾說自己殺害了皇重護。和朔夜沒有血緣關係，如今的記憶和情感都是被朔夜的Geass能力改寫而成，把蘿傑當成弟弟照顧。
出身於孤兒院「薰衣草之家」，與同為孤兒的娜拉是青梅竹馬。後與親生弟弟尼可被當時身為第五騎士的諾蘭德收養，並作為一名殺手培養。在某次暗殺中因對殺害同為孤兒院出身的露比一事表現猶豫而導致暗殺變成大騷動，露比則被尼可殺死，事後尼可把罪責攬上身卻被諾蘭德所殺，阿修則因尼可的死襲擊諾蘭德而被收監。在監獄中偶而遇見朔夜的父親皇重護，二人惺惺相惜不久成為忘年之交，皇重護更把愛女朔夜託付予阿修。之後在某一天諾蘭德決定處死皇重護，獄卒們與阿修企圖幫助皇重護逃獄，結果皇重護卻選擇犧牲自己幫助阿修逃獄，事後對未能救出皇重護深感愧疚，認為等於是自己殺害了對方。
平時沉默寡言，對以樹莓身份在女僕咖啡店「Shumari」兼職的皇朔夜一見鍾情，不斷向對方攀談。後來在Geass意外解除後，恢復一切記憶，但出於對皇重護的承諾，仍然主動去救出朔夜（蘿傑）。兩人冰釋前嫌後，依舊以「兄弟」的假身份並肩作戰，同時也知道了自己喜歡的女孩「樹莓」就是朔夜。
在結局中與諾蘭德同歸於盡，因此朔夜對其使用Geass的事深感愧疚，從此封印自己的聲音和Geass。死後屍體和弟弟尼可合葬於自小長大的孤兒院「薰衣草之家」。
春柳宮櫻（聲：上田麗奈（日本））
- 年齡：16歲
- 性別：女性
- 人種：日本人
- 生日：皇曆2009年

皇朔夜的替身，亦是她的兒時玩伴。相貌與皇朔夜本人十分相似﹙分別在於真正的朔夜虹膜與瞳孔之間的部份是綠色，而櫻則是粉紅色﹚。因被誤當成皇朔夜本人而被新不列颠尼亚帝國政府軟禁，後來更被逼推上皇位，成為第101代皇帝，為新帝國政府的傀儡領袖。十分重視朔夜，並不希望對方為拯救自己而遇上危險。
在戰後剪短了頭髮，成為朔夜的秘書。

### 七煌星團
黑戶劍成（聲：黑田崇矢（日本））
- 年齡：不明
- 性別：男性
- 人種：日本人
- 駕駛機體：RPI-221 康登

七煌星團的團長，以前是日本解放戰線的軍人。春香的親生父親。前北海道領主皇重護的部下，少數知道蘿傑就是真正的皇朔夜的人。在指揮和駕駛Knightmare Flame方面十分出色。
在戰後正式解散七煌星團，並與春香一同拜祭亡妻。
物部勲（聲：小西克幸（日本））
- 年齡：不明（KIA）
- 性別：男性
- 人種：日本人
- 駕駛機體：Type-05c 曉改、Type-07 雪花

七煌星團的成員，黑戶劍成的部下，也曾是日本解放戰線的軍人。在黑戶被囚禁時代替黑戶指揮七煌星團。
在最終戰中，為了打通電源以替蘿杰爭取破壞狐之壁的機會，自願犧牲在無人機「洛基」的圍攻之下。
琉高春香（聲：富田美憂（日本））
- 年齡：17歲
- 性別：女性
- 人種：日本人
- 生日：皇曆2008年
- 駕駛機體：Type-05c 曉改、Type-07T 螢雪

七煌星團的皇牌駕駛員。劍成的親生女兒。母親在4年前被卡克韋恩兄弟所殺，因此加入反抗軍為母親報仇。
結局與劍成一同拜祭已故的母親。
小田友臣（聲：千葉翔也（日本））
- 年齡：不明
- 性別：男性
- 人種：日本人
- 駕駛機體：RPI-221 康登、Type-05c 曉改、Type-07 雪花

七煌星團的駕駛員。當初對身為不列顛尼亞人的阿修十分敵視，後來隨著多次合作，逐漸把阿修和蘿杰視為同伴。
宗森葵太（聲：坂泰斗（日本））
- 年齡：不明
- 性別：男性
- 人種：日本人
- 駕駛機體：Type-05c 曉改、Type-07 雪花

七煌星團的駕駛員。經常與小田和新城一同行動。
新城陽子（聲：杉山里穗（日本））
- 年齡：不明
- 性別：女性
- 人種：日本人

七煌星團的通訊員。衣着暴露的女性。
結局揭露她其實仍未成年。
佐野悠里（聲：春野杏（日本））
- 年齡：不明
- 性別：女性
- 人種：日本人

七煌星團的維修員，負責維修、調整Knightmare Flame。
在結局加入黑色騎士團。

### 新不列顛尼亞帝國

#### 拜因貝魯克騎士團
諾蘭德·馮·呂訥堡（Norland von Lunebelg，聲優：安元洋貴）

娜拉·范恩（Narah Vaughn，聲優：內山夕實）
- 年齡：不明
- 性別：女性
- 人種：不列顛尼亞人
- 駕駛機體：RPCX-02Q/S 女王阿斯拉

拜因貝魯克騎士團的「黑色王后」。阿修的青梅竹馬，與阿修和尼可在同一所孤兒院「薰衣草之家」長大，眾孤兒中最年長的一員。加入新帝國政府只是因舊帝國瓦解後，身在日本生活的她和許多不列顛尼亞人因侵略戰爭仇恨而遭日本人歧視。理解阿修對諾蘭德的仇恨，但仍希望他不要和自己為敵，並表示自己有渠道幫他逃亡到不列顛尼亞共和國。
對屠殺平民一事反感。在克里斯托夫死後被諾蘭德任命為使者與超合眾國談判。後來發現諾蘭德的目的是滅絕人類後，率先倒戈幫助黑色騎士團反攻。
戰後回到「薰衣草之家」，照顧年幼的孤兒。
凱瑟琳·薩巴絲拉（Catherine Sabathra，聲優：東山奈央）
- 年齡：不明
- 性別：女性
- 人種：不列顛尼亞人
- 駕駛機體：RPCX-02Q/W 女王庫拉卡

拜因貝魯克騎士團的「白色王后」。強者至上主義者，討厭弱者。幼年時，父母遭到歹徒殺害後，親眼見證諾蘭德把歹徒擊斃，因此產生「強者至上，弱肉強食」的想法，而不斷變強。
被諾蘭德派去保護櫻(實為監視)，但經常被她以皇帝的身份下令幫助日本平民而不耐煩及抱怨。最終被櫻以「即使是弱者，也會用盡一切幫助他人」為由，說服她及動搖她一直以來的理念，決定幫助櫻和瓦爾特逃走。前去質問諾蘭德的想法時，反遭到他無情拋棄。在戰後前往「薰衣草之家」向娜拉應徵工作。
瓦爾特·林德斯戴特（Walther Lindstedt，聲優：加瀨康之）
- 年齡：不明
- 性別：男性
- 人種：不列顛尼亞人

拜因貝魯克騎士團的「黑色主教」。曾經是朔夜的母親雪莉的專屬騎士。在雪莉出嫁後與娜塔莉亞一同從不列顛尼亞來到北海道。實際上效忠於雪莉，對諾蘭德毫無忠誠可言，當初作為拜因貝魯克騎士團的一員是為了守護雪莉的遺孤朔夜。因此雖然識破櫻的身份卻沒有上報予諾蘭德。之後為了貫徹其信念而選擇輔助櫻，作為摧毀新不列顛尼亞帝國的內應。
史丹利·馮布朗（Stanley Vonbraun，聲優：平川大輔）
- 年齡：不明（KIA）
- 性別：男性
- 人種：不列顛尼亞人

拜因貝魯克騎士團的「白色主教」。並非作為駕駛員而是作為技術人員獲得諾蘭德重用。
在諾蘭德的命令下開發屠殺用無人機「洛基」，卻對諾蘭德以「洛基」滅絕人類一事毫不知情。最後被自己製造的「洛基」殺死，臨終前把有關於「洛基」和Foulbout的資料以電子郵件的形式發送予黑色騎士團，對阻止諾蘭德的暴行起了關鍵性的作用。拜因貝魯克騎士團中第七名死亡的成員。
克里斯托夫·西薩曼（Christoph Scissorman，聲優：吉野裕行）
- 年齡：不明 （KIA）
- 性別：男性
- 人種：不列顛尼亞人
- 駕駛機體：RPCX-03L/S Elgrips

拜因貝魯克騎士團的「黑色城堡」。騎士團中追隨諾蘭德時間最久的一員，自諾蘭德圓桌騎士時期便已經是他的部下。阿修戰鬥技術和駕駛Knightmare Flame方面的師父。在迪沃克陣亡後，以第三枚「愛之女神」擊墜達摩克利斯2號要塞，企圖讓要塞墜落到札幌，卻因為朔夜和阿修的努力下使要塞最終墜落到無人的岡幌公園內，以致計劃失敗。在朔夜離開「薰衣草之家」後一度捕獲對方，並以人質要挾朔夜幫助諾蘭德研究GEASS。在研究所駕駛Elgrips迎擊阿修駕駛的Zi-Apollo，透過釋出煙霧企圖偷襲阿修，卻被熟悉其戰鬥風格的阿修摔在地上而敗北，在機體被毀前棄機逃生。最後選擇在被朔夜的GEASS控制前自殺。拜因貝魯克騎士團中第五名死亡的成員。
迪沃克·梅爾迪（Divock Merte，聲優：水中雅章）
- 年齡：不明 （KIA）
- 性別：男性
- 人種：不列顛尼亞人
- 駕駛機體：RPCX-03L/W Elcarmal

拜因貝魯克騎士團的「白色城堡」。負責指揮達摩克利斯2號要塞摧毀札幌。在達摩克利斯2號要塞上其駕駛的Elcarmal被春香駕駛的螢雪削去左臂後被逼撤退。作戰失敗後企圖駕駛Elcarmal帶同第二枚「愛之女神」炸毀札幌，最終Elcarmal在與阿修和朔夜駕駛的Zi-奧爾蒂的戰鬥中被捲入「愛之女神」的爆炸中被毀，本人也因此死亡。拜因貝魯克騎士團中第四名死亡的成員。
阿諾德·倫克（Arnold Renck，聲優：齊藤壯馬）
- 年齡：不明（KIA）
- 性別：男性
- 人種：不列顛尼亞人
- 駕駛機體：RPCX-05K/S Valpnir、RPCX-05K/S-LC Lohengrin

拜因貝魯克騎士團的「黑色騎士」。負責鎮守網走監獄。與阿修的戰鬥中敗北後被新不列顛尼亞軍回收。其後被改造為半機器人，並安裝了GEASS消除裝置，同時由於改造的副作用，個性也變得瘋狂。拜因貝魯克騎士團中第六名死亡的成員。
希斯·洛特（Heath Lott，聲優：逢坂良太）
- 年齡：不明（KIA）
- 性別：男性
- 人種：不列顛尼亞人
- 駕駛機體：RPCX-05K/W Fleipnir

拜因貝魯克騎士團的「白色騎士」。野心勃勃企圖取代阿諾德的位置而去請纓攻打七煌星團，卻反而中了朔夜的計謀而損失慘重。任務失敗後被逼舉槍自盡。拜因貝魯克騎士團中第三名死亡的成員。
格蘭·卡克韋恩（Gran Kirkwayne，聲優：小野友樹）
- 年齡：不明 （KIA）
- 性別：男性
- 人種：不列顛尼亞人
- 駕駛機體：RPI-221 康登、RPCX-06P/S1 Levyletaine

拜因貝魯克騎士團的「黑色兵卒」，格里德的弟弟。負責駕駛Knightmare Flame。不列顛尼亞至上主義者，對非不列顛尼亞人十分輕蔑，以屠殺平民為樂。透過出賣皇重護和擄走皇朔夜﹙櫻﹚獲得現今的地位。喜歡躲在安全的地方指揮部下戰鬥，卻因駕駛技術遠不如阿修，被對方駕駛的Zi-阿波羅奪走了兩柄大劍，最後更被兩柄大劍貫穿駕駛艙而亡。拜因貝魯克騎士團中首名死亡的成員。
格里德·卡克韋恩（Gran Kirkwayne，聲優：野島裕史）
- 年齡：不明 （KIA）
- 性別：男性
- 人種：不列顛尼亞人

拜因貝魯克騎士團的「白色兵卒」，格蘭的哥哥。負責謀略和規劃。不列顛尼亞至上主義者，對非不列顛尼亞人十分輕蔑，以屠殺平民為樂。透過出賣皇重護和擄走皇朔夜﹙櫻﹚獲得現今的地位。在格蘭死後，被表明真正身份的朔夜下了「拯救被自己殺害人數一百倍的日本人，否則就要死」的GEASS，最終因拒絕朔夜拯救被自己殺害人數一百倍的日本人而在GEASS的影響下舉槍自盡。拜因貝魯克騎士團中第二名死亡的成員。

#### 政廳
卡里斯·Di·不列顛尼亞（Callis Al Britannia，聲優：市之瀨加那（日本））

娜塔莉亞·盧森堡（Natalia Luxembourg，聲優：寺崎裕香（日本））
- 年齡：不明
- 性別：女性
- 人種：不列顛尼亞人

任職於新不列顛尼亞帝國政廳的文官，在盧森堡家族管理的領地建立了日本特別區。年僅10歲已替生病的父親成為盧森堡家的現任當家。也是女僕咖啡店「Shumari」的老闆。朔夜的母親雪莉的舊部下，在雪莉出嫁後與瓦爾特一同從不列顛尼亞來到北海道。少數知道蘿傑就是真正的皇朔夜的人，在4年前收留了從魯路修獲得了GEASS的朔夜，並暗中支援朔夜。同時也是少數真心善待傀儡皇帝卡里斯和小櫻的人，會為卡里斯死亡感到難過。
在諾蘭特發現蘿傑的真實身份和朔夜曾以女僕咖啡店店員身份向路人下Geass的影像後，把涉嫌為內應的娜塔莉亞軟禁起來，直至最終戰時，才和軍隊一起逃到避難所中。
結局時與櫻一同輔佐封印Geass和聲音的朔夜。

### 女僕咖啡店「Shumari」
瓦倫·史塔克（Vallen Sterk，聲優：野川雅史（日本））
- 年齡：不明
- 性別：男性
- 人種：不列顛尼亞人

女僕咖啡店「Shumari」的店主。少數知道蘿傑就是真正的皇朔夜的人。
江間芽衣（聲優：白石晴香（日本））
- 年齡：15歲
- 性別：女性
- 人種：日本人
- 生日：皇曆2010年9月8日
- 星座：處女座
- 血型：O型

女僕咖啡店「Shumari」的女僕。少數知道蘿傑就是真正的皇朔夜的人。在外出採購被不列顛尼亞裔流氓欺負時被阿修所救。

### 主角的家人
皇重護（聲優：小山力也（日本））
- 年齡：不明（KIA）
- 性別：男性
- 人種：日本人

已故北海道前領主，朔夜的父親、雪莉的丈夫、神樂耶的堂叔父。在光和3年﹙4年前﹚因被卡克韋恩兄弟出賣而被捕。在獄中與阿修惺惺相惜成為忘年之交，更把愛女朔夜託付予阿修。其後選擇犧牲自己幫助阿修逃獄，隨後被敵人草草下葬。在戰後女兒朔夜把他的屍體重新和妻子合葬。
雪莉·Me·不列顛尼亞（Sherry Me Britannia）

尼可·芬尼克斯（Nichol Phoenix，聲優：石見舞菜香（日本））
- 年齡：不明 （KIA）
- 性別：男性
- 人種：不列顛尼亞人

阿修的親生弟弟，已故。與哥哥阿修和娜拉在同一所孤兒院「薰衣草之家」長大。後來與哥哥被被諾蘭德收養。事後把暗殺失敗的罪責攬上身。最終被諾蘭德殺害。

### 其他
露比（聲優：羊宮妃那（日本））
出身於「薰衣草之家」的孤兒，後來被貴族收養，最終被尼可殺害。

## 製作人員
- 原作、企劃：日昇動畫
- 故事原案：大河內一樓、谷口悟朗
- 監督：大橋譽志光
- 系列構成：木村暢
- 角色設計原案：CLAMP
- 角色設計：木村貴宏 、島村秀一
- Knightmare設計原案：阿久津潤一
- 機械設計：重田智、石本剛啓、植田大貴、今野航
- 美術監督：小幡和寛
- 美術設計：Thomas Romain
- 色彩設計：忽那亜実、久保木裕一
- CG監督：篠田周二
- 3DCG製作：BUEMON Inc.
- 音響監督：明田川仁
- 攝影監督：千葉洋之
- 剪接：坂本久美子
- 音樂：川井憲次
- 動畫製作：日昇動畫
- 製作：萬代南夢宮影像製作

## 主題曲
| Running In My Head 作詞、作曲：MIYAVI ･ Lenard Skolnik ･ Seann Bowe ･ Notelle ･ Erich Lennig ･ Jonny Litten ，主唱：MIYAVI | ロゼ (Prod.TeddyLoid) 作詞：滿島光、Konnie Aoki，作曲、編曲： TeddyLoid、Add108，主唱：滿島光 |

## 各話列表
| 話數       | 日文標題                | 中文標題 | 腳本 | 分鏡 | 演出 | 總作畫監督 | 作畫監督 |
| ---------- | ----------------------- | -------- | ---- | ---- | ---- | ---------- | -------- |
| episode 1  | 雪解-Melting snow-      | 雪融     |      |      |      |            |          |
| episode 2  | 氷壁-Ice Wall-          | 冰壁     |      |      |      |            |          |
| episode 3  | 紅霞-Raspberry-         | 紅霞     |      |      |      |            |          |
| episode 4  | 蛍火-Alliance-          | 營火     |      |      |      |            |          |
| episode 5  | 光芒-Damocles-          | 光芒     |      |      |      |            |          |
| episode 6  | 薫衣-Lavender-          | 薰衣     |      |      |      |            |          |
| episode 7  | 朧月-Hazy Moon-         | 朧月     |      |      |      |            |          |
| episode 8  | 銀兎-Ginto-             | 銀兔     |      |      |      |            |          |
| episode 9  | 鉛心-Reset-             | 鉛心     |      |      |      |            |          |
| episode 10 | 紫瀾-Purple Surf-       | 紫瀾     |      |      |      |            |          |
| episode 11 | 褐襲-Devastating Force- | 褐襲     |      |      |      |            |          |
| episode 12 | 淺緋-Breaking Dawn-     | 淺緋     |      |      |      |            |          |

## 註解
1. ↑  美國於Hulu on Disney+上線；其他地區於Star版塊上線。

## 外部連結
- 奪回的Rozé官網 （页面存档备份，存于）